# QEX
QEXは、アメリカ無線中継連盟(ARRL)が発行する隔月刊の雑誌である。
この雑誌は、アマチュア無線と無線通信実験に関連する内容を扱っており、アンテナや無線機器の理論・設計・製作に関する高度な技術記事が掲載されている。内容は英語で記載されており、世界で購読されている。
QEXは1981年12月に"ARRL Experimenter's Exchange"（ARRLの実験者の情報交換）の副題で創刊された。創設時の編集者は、ARRLの会員向け機関誌であるQSTに多くの技術記事を投稿したPaul Rinaldo(W4RI)だった。2000年1月、アメリカ無線中継連盟は、CQコミュニケーションズ社（『CQ Amateur Radio』の発刊元）の『Communications Quarterly』を買収し、内容をQEX誌に統合した。その際、副題が"A Forum for Communications Experimenters"（通信実験者のためのフォーラム）に変更された。
日本では、ARRLの許可を受けてCQ出版が『別冊CQ ham radio』として『QEX Japan』のタイトルで日本語版を発行している